# Jessica Meir
Jessica Ulrika Meir (Caribou, Maine, 1 de julio de 1977) es una astronauta, bióloga marina y fisióloga de la NASA. 
Meir es profesora asistente de anestesia en la Facultad de Medicina de Harvard, ha estudiado la fisiología del buceo y el comportamiento de los pingüinos emperador en la Antártida, y la fisiología de los gansos Anser indicus, que son capaces de migrar sobre el Himalaya. En 2000, Meir se graduó con una Maestría en Estudios Espaciales de la Universidad Internacional del Espacio en Estrasburgo, Francia. 
En septiembre de 2002, sirvió como acuanauta en el equipo de Operaciones de la Misión de Medio Ambiente de la NASA 4 (NEEMO 4). En junio de 2013, fue nombrada candidata a astronauta por la NASA, convirtiéndose en uno de los ocho miembros del Astronaut Group 21 de la NASA. Es originaria de  Caribou, Maine.
En 2019/2020, hizo parte de la Expedición 61 y 62, junto a Oleg Skripochka y Andrew Morgan.

## Primeros años y carrera
Jessica Meir nació en Caribou, Maine, de una madre sueca que era enfermera y un padre israelí de ascendencia judía iraquí, que trabajaba como médico. Su madre es de Västerås, Suecia; su padre nació en Irak y se mudó a Israel cuando era niño. Más tarde se mudó a Suecia, donde conoció a la madre de Meir, que creció en una familia cristiana. La pareja se mudó a Maine, donde nació Meir.
Aunque su madre no se convirtió, Meir creció asistiendo a la sinagoga en Presque Isle, Maine. Ella se inspiró para aventurarse en el espacio después de ver las misiones del transbordador espacial en la televisión. Meir no conocía a nadie que trabajara para la NASA o para el programa espacial. Ella atribuye su sueño permanente de participar personalmente en la exploración espacial al amor por la naturaleza que aprendió de su madre, y de la predilección de su padre por los viajes y la aventura. "Y podría haber tenido algo que ver con el hecho de que las estrellas brillaban tanto en la zona rural de Maine", agregó Meir.
A la edad de 13 años, Meir asistió a un campamento espacial juvenil en la Universidad de Purdue. Durante sus estudios universitarios de biología en la Universidad de Brown, también pasó un semestre en un programa de estudios en el extranjero en Estocolmo y realizó un experimento estudiantil en un  avión de gravedad reducida de la NASA en su último año. Se graduó de Brown en 1999 con una licenciatura en Biología, con honores, magna cum laude. En 2000, se graduó con una maestría en Estudios Espaciales de la Universidad Internacional del Espacio en Estrasburgo, Francia.

### Investigación comparativa de fisiología
Meir obtuvo un  doctorado en biología marina en 2009 por el Instituto Scripps de Oceanografía para la investigación sobre la fisiología del buceo de pingüinos emperador y elefantes marinos del norte. Meir realizó un trabajo de campo en Penguin Ranch en  McMurdo Sound en la Antártida para estudiar las habilidades de buceo del pingüino emperador mientras buceaba junto a ellos bajo el hielo. También estudió elefantes marinos mientras buceaban en el Océano Pacífico frente al norte de California.
Meir realizó una investigación posdoctoral en la Universidad de Columbia Británica, criando gansos con cabeza de barra para que su tolerancia a la altitud y los niveles bajos de oxígeno durante el vuelo sobre el Himalaya pudieran estudiarse en un entorno controlado. Durante el año académico 2012 continuó su investigación como profesora asistente de anestesia en la Escuela de Medicina de Harvard/Hospital General de Massachusetts y luego tomó un permiso de ausencia para ingresar al cuerpo de astronautas.

## Carrera de la NASA
Después de obtener su maestría, Meir trabajó entre 2000 y 2003 para las operaciones espaciales de Lockheed Martin como científica de apoyo al experimento para el Centro de Investigación Humana en el Centro Espacial Johnson de la NASA (JSC) en Houston, Texas. Meir coordinó y apoyó experimentos de ciencias de la vida en el espacio humano que fueron realizados por astronautas en el Transbordador Espacial y la Estación Espacial Internacional. Estos experimentos incluyeron estudios fisiológicos (pérdida ósea, control/atrofia muscular, función pulmonar, etc.) para determinar si algún proceso corporal se alteró en el entorno de los vuelos espaciales. Meir guio estos experimentos a través de los ciclos de revisión necesarios, desarrolló procedimientos que los astronautas usarían en órbita, entrenó a miembros de la tripulación y brindó apoyo en tierra en el Centro de Control de la Misión mientras los astronautas realizaban los experimentos en el transbordador o la ISS.
En septiembre de 2002, Meir sirvió como un acuanauta en la expedición conjunta NASA-NOAA NEEMO 4 (Operaciones de la Misión de Medio Ambiente Extremo de la NASA), una misión de investigación de exploración realizada en Acuario, un laboratorio de investigación submarino a cuatro millas de la costa de Cayo Largo. Meir y sus compañeros de tripulación pasaron cinco días en saturación buceando en el hábitat de Acuario como un análogo espacial para trabajar y entrenar en condiciones ambientales extremas. La misión se retrasó debido al huracán Isidoro, obligando a los gerentes del Centro Nacional de Investigación Submarina a acortarlo a una duración subacuática de cinco días. Luego, tres días después de su misión submarina, se les dijo a los miembros de la tripulación que la tormenta tropical Lili se dirigía en su dirección y se preparaba para una salida temprana de Acuario. Afortunadamente, Lili degeneró hasta el punto en que ya no era una amenaza, por lo que la tripulación pudo permanecer los cinco días completos.
En el momento de NEEMO 4, Meir se inclinaba hacia un doctorado en un campo relacionado con la biología evolutiva y/o la vida en ambientes extremos (astrobiología). También le fascinaba la biología marina (que se adaptaba bien a la misión NEEMO), y esperaba coordinar un tema de estudio específico para combinar estos intereses principales.  Recibió su doctorado en biología marina en el Instituto Scripps de Oceanografía, estudiando fisiología del buceo, en 2009.
En 2009, Meir fue semifinalista para la selección del Grupo 20 de Astronautas de la NASA. Para el próximo grupo de selección en junio de 2013, Meir fue elegido como uno de los ocho candidatos a astronautas para el entrenamiento en el Grupo 21 de Astronautas de la NASA. Completó el entrenamiento en julio de 2015.
Durante su tiempo en la oficina de astronautas, Meir ha servido como comunicadora de cápsulas para varias misiones. Ella fue la principal comunicadora de la cápsula para la Expedición 47, la misión  BEAM y una  misión HTV (vehículo de carga de la Agencia Espacial Japonesa).
Meir es miembro de la junta científica asesora de Aventureros y Científicos para la Conservación.

### Expedición 61/62

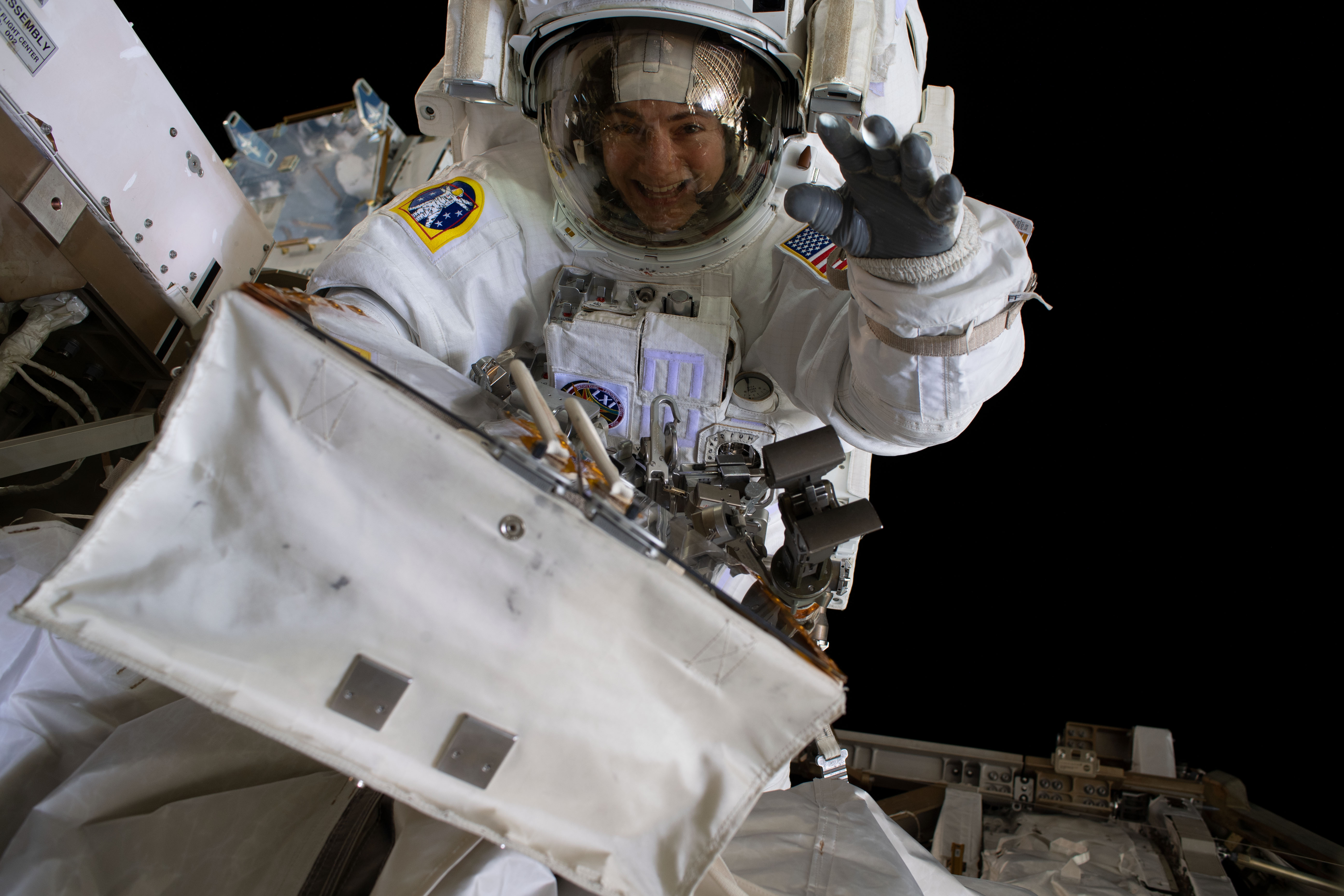
Meir durante la primera caminata espacial femenina

Meir llegó a la Estación Espacial Internacional a bordo del Soyuz MS-15 el 25 de septiembre de 2019, como ingeniero de vuelo para las Expediciones 61 y 62. Estaba programada para realizar tres caminatas espaciales durante esta misión para ayudar a instalar nuevas baterías de iones de litio en la estructura de celosía Port-6 de la ISS, aunque este horario se cambió más tarde.
El 18 de octubre de 2019, Meir realizó su primera caminata espacial junto a su colega Christina Koch, reemplazando una unidad de descarga de carga de batería defectuosa. La unidad inesperadamente no se activó, evitando que las baterías de iones de litio recién instaladas de la estación proporcionen energía adicional. Las otras tres caminatas espaciales programadas para instalar las nuevas baterías tuvieron que posponerse para realizar esta caminata espacial. 
La caminata espacial duró siete horas y 17 minutos, y fue la primera caminata espacial femenina en la historia. Durante la caminata espacial, el presidente de los Estados Unidos, Donald Trump, llamó y habló con los astronautas en reconocimiento de la importancia histórica de este evento.
Meir regresó a la Tierra el 17 de abril de 2020.  Aunque es estadounidense, debido a que también posee la ciudadanía sueca en virtud del país de nacimiento de su madre, es técnicamente la primera mujer sueca en el espacio y la segunda ciudadana sueca después del astronauta de la ESA Christer Fuglesang. Ella habla sueco y pasó varios meses en una universidad sueca.

## Vida personal

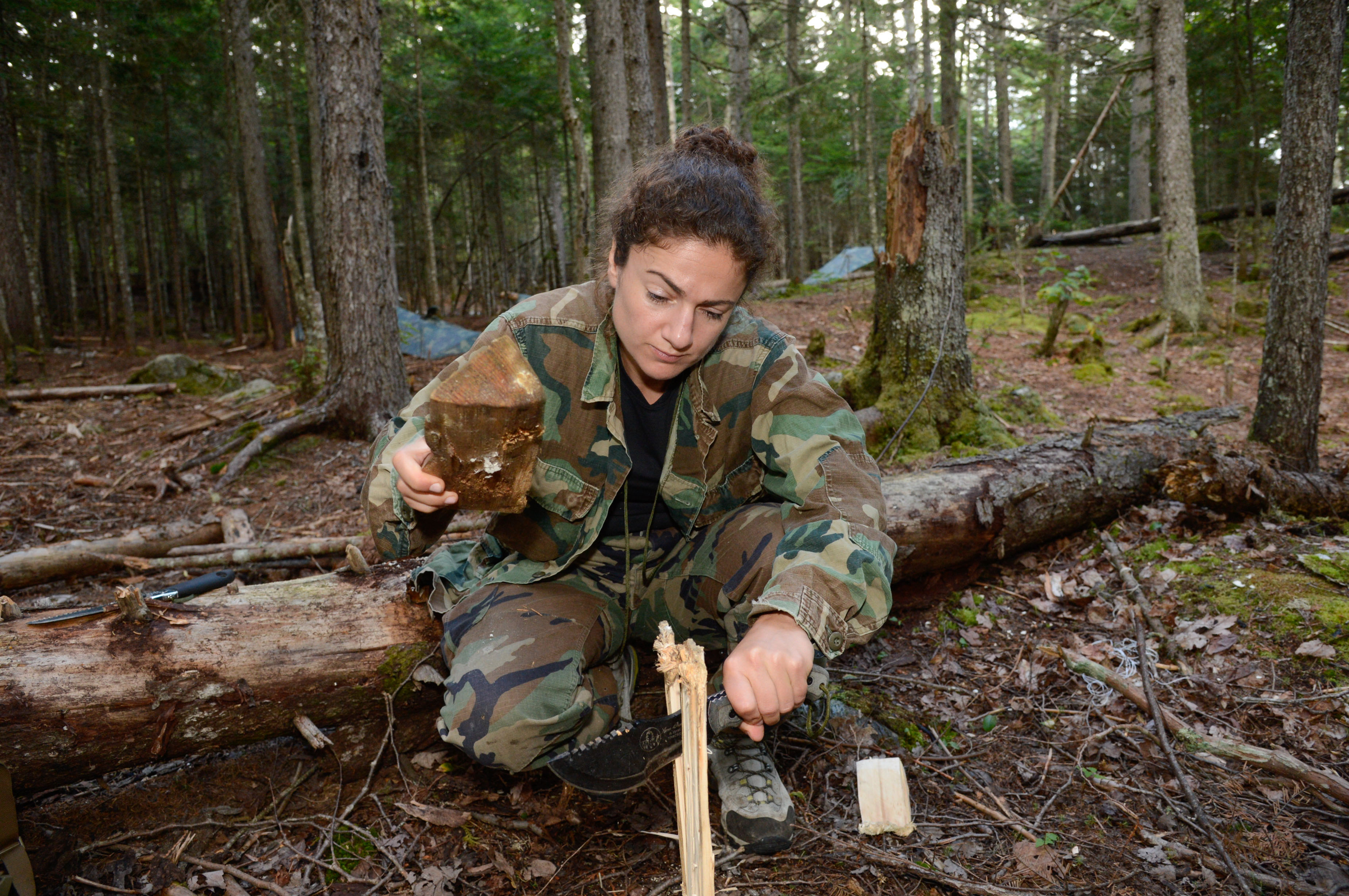
Meir trabajando con equipo de supervivencia que la ayudará a mantenerse durante tres días en el desierto

Meir tocaba la flauta, el flautín y el saxofón cuando era joven, y le gusta leer literatura clásica. Pasó un semestre estudiando en la Universidad de Estocolmo en Suecia durante sus años de pregrado. Ella habla sueco y ruso (requerido para el entrenamiento de astronautas). Meir disfruta del ciclismo recreativo, el senderismo, la carrera, el esquí, el fútbol y el buceo, y posee una licencia de piloto privado.

## Premios
Meir ha recibido numerosos premios, entre ellos:
- Premio Académico de la Organización Educativa Filantrópica (PEO) (2008);
- Recompensas por logros para la beca de científicos universitarios (ARCS) (2006);
- Premio especial de reconocimiento de Lockheed Martin Space Operations (LMSO) (2002);
- Premio de Logro Profesional Especial de la Dirección JSC de Espacio y Ciencias de la Vida de la NASA (2002);
- Lockheed Martin Technology Services "Lightning Award" (2002).